# Meconopsis delavayi
Meconopsis delavayi är en vallmoväxtart som först beskrevs av Adrien René Franchet, och fick sitt nu gällande namn av Adrien René Franchet och David Prain. Meconopsis delavayi ingår i släktet bergvallmor, och familjen vallmoväxter. Inga underarter finns listade i Catalogue of Life.